# Брудний реп
Брудний реп(англ. dirty rap; також відомий як порно-реп, секс-реп, буті-реп або порнокор) — це піджанр хіп-хоп музики, який містить ліричний вміст, що обертається переважно на відверто сексуальні теми.
Тексти пісень часто відверто відверті та образливі, а іноді комічні. Історично брудний реп часто містив виразний басовий звук, який виник із популярної сцени бас-репу в Маямі. Проте останнім часом брудний реп зазнав значного впливу Baltimore club, ghetto house і ghettotech. Багато брудних реп-пісень використовувалися як саундтреки до порнографічних фільмів з 2000-х років, замінюючи традиційний порно-роно.
Найвідоміші виконавці: Too Short, 2 Live Crew, Ludacris, Remy Ma, 50 Cent, Trina, Lil’ Kim, Three 6 Mafia, Lil Jon, Cardi B, Lil Wayne, Megan Thee Stallion, Nicki Minaj.

## Історія
Хоча цей жанр існує принаймні з кінця 1970-х років, він почав набирати вагу лише у 1980-х роках, коли оклендський репер Too Short випустив альбом Don't Stop Rappin' у 1983 році, який містив кілька сюжетів брудного сексу. Незважаючи на те, що реліз не привернув особливої уваги за межами його рідного міста Окленда, він продовжував використовувати провокаційні та сексуальні тексти протягом усієї своєї кар'єри, отримавши шість платинових альбомів і три золотих. Суперечлива реп-група 2 Live Crew принесла «брудний реп» у мейнстрім своїм дебютним 2 Live Crew Is What We Are. Завдяки відвертому сексуальному змісту їхніх віршів для вечірок із рейтингом X, 2 Live Crew викликали багато негативного розголосу. Однак лише після їх альбому 1989 року As Nasty as They Wanna Be брудний реп став законним жанром.
На початку 1990-х клубна сцена Балтимора вперше почала набувати ідентичності, що відокремилася від хаус-музики та основного хіп-хопу. Балтіморська клубна музика часто містить відверто сексуальні тексти та вплинула на багатьох нинішніх брудних реперів. І ghettotech, і ghetto house (або «booty house») також розвинулися приблизно в той самий час, і навіть більшою мірою, ніж Baltimore club, часто містять порнографічний і відверто сексуальний вміст, як приклади DJ Assault і DJ Funk, двох артистів, які піонерські ghettotech і ghetto house відповідно.
Брудний реп був популярним піджанром у 1990-х і 2000-х роках, зокрема в південному хіп-хопі. Люк Кемпбелл з 2 Live Crew продовжував створювати брудний реп як сольний виконавець у 2000-х роках.
Жанр сильно повернувся на сцену південного хіп-хопу (або «Брудного Півдня»), починаючи з кінця 1990-х і досягнувши піку приблизно в 2005 році з двома хіт-синглами, сексуально відвертим «Wait (The Whisper Song)» Ying-Yang Twins. а також брудний сингл Девіда Беннера «Play». Південний репер Plies випустив кілька брудних реп-синглів, таких як «Becky» і «Fucking or What». Більшість робіт Плайса зосереджені на наркотиках і насильстві, і він не є постійним виконавцем брудної музики, хоча майже всі випущені сингли містили брудний реп.
Деякі приклади брудного репу виконавців хіп-хопу східного узбережжя включають «Put It in Your Mouth» Akinyele, «Nasty Girl» The Notorious B.I.G., «Magic Stick» Lil’ Kim, «Oochie Wally» Bravehearts, «Candy Shop» 50 Cent і «Ayo Technology» за участю Джастіна Тімберлейка, який містить згадки про перегляд порно та спонукання до бісексуальної діяльності. Також варто відзначити «Tush» Ghostface Killah і Missy Elliott.
Ліл Уейн був визнаний одним із найбрудніших реперів за версією Billboard у 2012 році.
Брудний реп знову відродився у 2010-х роках, особливо на хіп-хоп сцені Західного узбережжя. У 2014 році вийшла пісня YG «Do It to Ya» за участю TeeFlii з альбому My Krazy Life, спродюсованого DJ Mustard. DJ Mustard також є автором деяких інших останніх брудних реп-пісень, включаючи сингл під назвою «24 Hours» від TeeFlii.
Брудна реп-пісня Megan Thee Stallion і Cardi B 2020 року «WAP» має сильний вплив двох жанрів, які значною мірою зробили свій внесок і вплинули на піджанр «брудного репу»; пісня має як важкий бас, що нагадує Маямі-бас, так і помітний семпл із пісні балтиморського клубу, зокрема з синглу виконавця балтиморського клубу Френка Скі «Whores in This House» 1993 року.